# Álvaro Affonso de Miranda Neto
Álvaro Affonso de Miranda Neto (* 5. Februar 1973 in São Paulo), auch Doda de Miranda, ist brasilianischer Springreiter.
Im Oktober 2013 befand er sich auf Platz 23 der Weltrangliste.

## Privates
Mit dem Model Cibele Dorsa hat Doda eine 2000 geborene Tochter, Viviane de Miranda. Diese tritt wie ihr Vater im Springreiten an. Auch sein Bruder Nando de Miranda ist als Springreiter aktiv.
2002 lernte er beim Training in Belgien Athina Onassis kennen, die er am 3. Dezember 2005 in São Paulo heiratete. Sein Trauzeuge war der Springreiter Rodrigo Pessoa. Das Paar lebte im niederländischen Valkenswaard. Im Jahr 2016 trennte sich das Paar, die Scheidung erfolgte im Herbst 2017.
Seit 2016 lebt de Miranda wieder in Brasilien. Im selben Jahr lernte er seine neue Lebensgefährtin Denize Severo kennen, die er im September 2018 heiratete.

## Karriere
Im Alter von neun Jahren begann de Miranda in São Paulo mit dem Reiten. Er brach sein Hochschulstudium nach dem zweiten Jahr ab und zog 1995 von Brasilien nach Belgien, um bei Nelson Pessoa zu trainieren.
Im Frühjahr 1996 nahm er in Genf erstmals am Weltcupfinale teil. Mit der brasilianischen Nationalmannschaft gewann de Miranda sowohl bei den Olympischen Spielen 1996 als auch 2000 die Bronzemedaille, jeweils mit Aspen. Diesen Erfolg konnte er mit der brasilianischen Mannschaft auch bei den Panamerikanischen Spielen 2003 in Santo Domingo mit dem Pferd Oliver Metodo wiederholen.
Daneben schloss er die Olympischen Sommerspiele 1996 mit einem achten Platz in der Einzelwertung ab. Weitere Championatsteilnahmen für ihn waren die Weltreiterspiele 1998, 2002 und 2006. Bei den Panamerikanischen Spielen 2011 gewann er mit Norson Mannschaftssilber und belegte in der Einzelwertung Rang 25.
Bei den Olympischen Spielen 2016 vor heimischem Publikum kam die Equipe Brasiliens auf den fünften Rang, de Miranda wurde in der Einzelwertung als bester Brasilianer mit Cornetto K Neunter. Durch den Verlust seiner Pferde infolge der Scheidung und durch den Umzug nach Brasilien verlor de Miranda den Anschluss an den internationalen Spitzensport. Im Jahr 2017 nahm er nur noch an zwei internationalen Turnieren teil, beide in Brasilien.

## Pferde (Auszug)

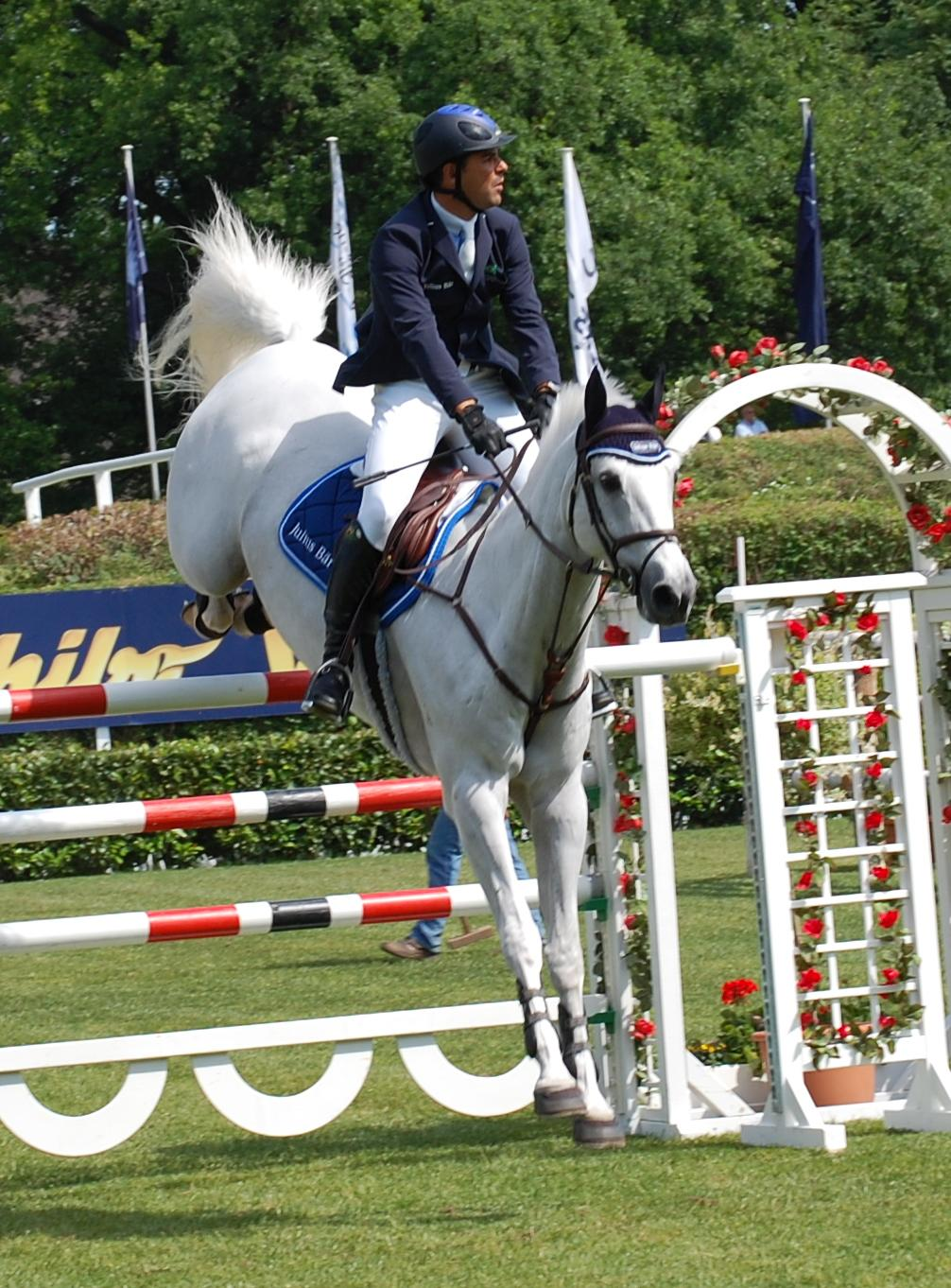
Álvaro Affonso de Miranda Neto mit Ashleigh Drossel Dan, CSI 5* Hamburg 2011

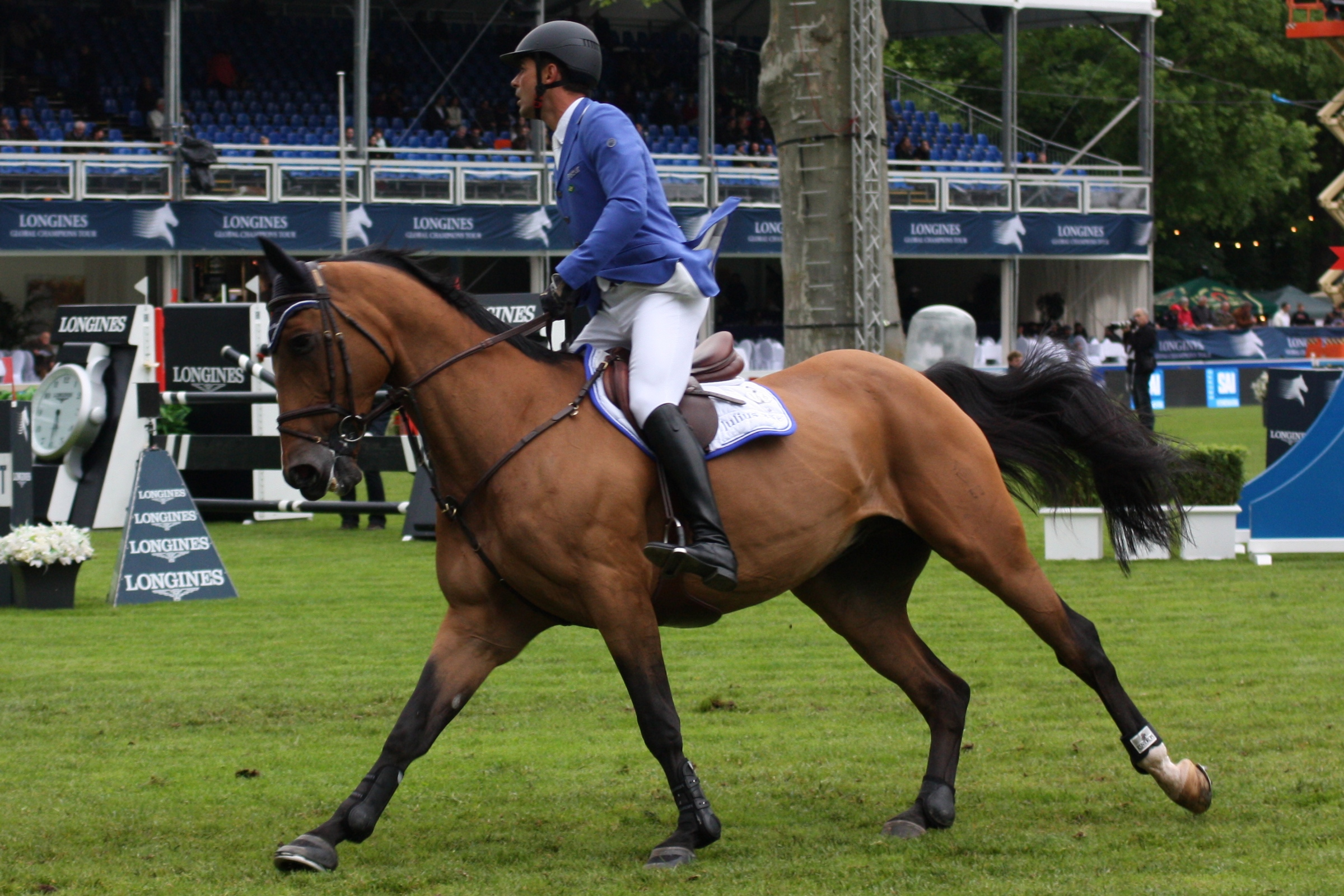
Álvaro Affonso de Miranda Neto mit AD Rahmannshof's Bogeno beim CSI 5* Springen auf dem Internationalen Pfingstturnier Wiesbaden 2013

Ehemalige Turnierpferde von de Miranda:
- AD Chatwin (* 1993), brauner Holsteinerwallach, nach einer Beinverletzung im Juli 2008 aus dem Sport genommen
- AD Picolien Zeldenrust (* 1997), KWPN-Fuchsstute, zuletzt 2010 im internationalen Sport eingesetzt[12]
- AD Ashleigh Drossel Dan (* 1998), Hannoveraner Schimmelwallach, Vater: Drosselklang II, Muttervater: Ashleigh Brigadier; bis April 2010 von Laurie Lever und Phillip Lever geritten, 2015 von Viviane de Miranda geritten[13]
- AD Ornella (* 1999), braune Hannoveraner Stute, ab April 2009 bis November 2009 von Daniel Deußer geritten, später von Gianni Govoni, Piergiorgio Bucci, Juan Carlos García und Lisa Nooren geritten[14]
- AD Rahmannshof's Bogeno (* 2000), brauner Belgischer Sportpferde-Wallach, Vater: Baloubet du Rouet, Muttervater: Elanville; bis September 2011 von Jürgen Kraus geritten; zuletzt im Sommer 2015 im internationalen Sport eingesetzt[15]
- AD Norson (* 2001), Selle-Français-Fuchshengst, Vater: Quidam de Revel, Muttervater: Grand Veneur; zuletzt 2014 im internationalen Sport eingesetzt[16]
- AD Untouchable (* 2001), KWPN-Schimmelhengst, ab Herbst 2010 bis April 2012 von Daniel Deußer geritten, seit Sommer 2012 von Andreas Schou und Christian Schou geritten[17]
- AD Cornetto K (* 2006), Hannoveraner Schimmelwallach, Vater: Cornet Obolensky, Muttervater: Calido; bis Herbst 2014 von Dominique Hendrickx geritten, anschließend bis Herbst 2015 von Yuri Mansur Guerios geritten, nach 2016 von Alberto Zorzi und Alexandra Thornton geritten[18]

## Erfolge

### Championate und Weltcup
- Olympische Spiele
  - 1996, Atlanta: mit Aspen 3. Platz mit der Mannschaft und 8. Platz im Einzel
  - 2000, Sydney: mit Aspen 3. Platz mit der Mannschaft und 51. Platz im Einzel
  - 2004, Athen: mit Countdown 9. Platz mit der Mannschaft und 24. Platz im Einzel
  - 2012, London: mit Rahmannshof's Bogeno 8. Platz mit der Mannschaft und 12. Platz im Einzel
  - 2016, Rio de Janeiro: mit Cornetto K 5. Platz mit der Mannschaft und 9. Platz im Einzel
- Weltreiterspiele:
  - 1998, Rom: mit Aspen 5. Platz mit der Mannschaft und 53. Platz im Einzel
  - 2002, Jerez de la Frontera: mit San Diego 9. Platz mit der Mannschaft und 58. Platz im Einzel
  - 2006, Aachen: mit Nike 10. Platz mit der Mannschaft und 63. Platz im Einzel
  - 2010, Lexington: mit Ashleigh Drossel Dan 4. Platz mit der Mannschaft und 9. Platz im Einzel
  - 2014, Caen: mit Rahmannshof's Bogeno 5. Platz mit der Mannschaft, in der Einzelwertung ausgeschieden
- Panamerikanische Spiele:
  - 1999, Winnipeg: mit Arisco Aspen 1. Platz mit der Mannschaft und 14. Platz im Einzel
  - 2003, Santo Domingo: mit Olivier Metodo 4. Platz mit der Mannschaft und 12. Platz im Einzel
  - 2011, Guadalajara: mit Norson 2. Platz mit der Mannschaft und 25. Platz im Einzel

### Weitere Turniererfolge (ab 2008)
- 2008: 1. Platz im Swiss Master Zürich (CSI 5*) mit Picolien Zeldenrust, 1. Platz bei einem CSI 3* in Arezzo mit Chatwin, 1. Platz im Großen Preis von Vidauban (CSI 3*) mit Chatwin, 1. Platz im Großen Preis von Lüttich (CSI 4*) mit Aboyeur W, 3. Platz in der Weltcupprüfungen beim Stuttgart German Masters (CSI 5*-W) mit Picolien Zeldenrust
- 2009: 4. Platz in der Weltcupprüfung von Göteborg (CSI 5*-W) mit Picolien Zeldenrust, 5. Platz im Großen Preis von Arezzo (GCT-Wertungsprüfung) mit Picolien Zeldenrust, 3. Platz im Großen Preis von Bordeaux (CSI 5*-W) mit Picolien Zeldenrust
- 2010: 3. Platz im Königscup beim CSI 5* Madrid mit Norson
- 2011: 1. Platz im Championat der Stadt Basel (CSI 5*) mit Ashleigh Drossel Dan, 1. Platz im Großen Preis von Bordeaux (CSI 5*-W) mit Ashleigh Drossel Dan, 3. Platz im Großen Preis eines CSI 3* in Vejer de la Frontera mit Wilbert Z, 1. Platz im Großen Preis von Doha (CSI 5*, GCT-Wertungsprüfung) mit Ashleigh Drossel Dan, 1. Platz im Großen Preis eines CSI 2* in Ebreichsdorf mit Wilbert Z, 1. Platz im Großen Preis des CSI 3* Ebreichsdorf mit Wilbert Z, 3. Platz in der GCT-Wertungsprüfung von Abu Dhabi (CSI 5*) mit Ashleigh Drossel Dan, 1. Platz im Weltcupspringen von Genf (CSI 5*-W) mit Ashleigh Drossel Dan
- 2012: 1. Platz im Großen Preis von San Remo (CSI 2*) mit Ashleigh Drossel Dan, 1. Platz im Großen Preis der Stadt Lausanne bei der Lausanne International Horse Show (CSI 5*) mit Bogeno, 3. Platz im Großen Preis von Paris-Villepinte (CSI 5*) mit Bogeno
- 2013: 3. Platz im März-Weltcupspringen von Wellington FL (CSI 5*-W) mit Bogeno, 1. Platz in einem Großen Preis in Wellington FL (CSI 5*) mit Bogeno, 3. Platz in der GCT-Wertungsprüfung von Madrid (CSI 5*) mit Bogeno, 1. Platz in der GCT-Wertungsprüfung von Valkenswaard (CSI 5*) mit Bogeno sowie mit der brasilianischen Mannschaft 1. Platz im Nationenpreis von San Marino (CSIO 3*) mit Uutje und 2. Platz im Nations-Cup-Finale mit Bogeno
- 2014: 3. Platz im Großen Preis eines CSI 3* in Wellington FL mit Argos, 1. Platz im Großen Preis eines CSI 3* in Ebreichsdorf mit Nouvelle Europe Z, 2. Platz im Preis von Nordrhein-Westfalen beim CHIO Aachen (CSIO 5*) mit Nouvelle Europe Z, Teilnahme am Nations-Cup-Finale in Barcelona (CSIO 5*) mit Bogeno
- 2015: 1. Platz im Großen Preis von Šamorín (CSI 3*) mit Nouvelle Europe Z, Teilnahme am Nations-Cup-Finale in Barcelona (CSIO 5*) mit Living the Dream
- 2016: 3. Platz im Großen Preis eines CSI 5* in Wellington FL mit Cornetto K, 3. Platz im Nationenpreis von Falsterbo (CSIO 5*) mit Falsterbo

(Stand: 3. September 2016)